# Thor 2
Thor 2, conosciuto anche come Thor 2A, era un satellite per telecomunicazioni. È stato il primo satellite della Norvegia.
Il satellite, di forma cilindrica e con una massa al lancio di 1.467 Kg, è stato costruito dalla Hughes Aircraft per conto della Telenor. Il lancio è stato effettuato il 20 maggio 1997 da Cape Canaveral con un razzo vettore Delta II. Il satellite, posto in orbita geostazionaria inclinata, è stato in funzione per undici anni. Nel 2008 è stato ritirato e posto in orbita cimitero per essere sostituito dal Thor 5.